# Большая Медведица (алмаз)
Больша́я Медве́дица — уникальный алмаз в 114,37 карата, найденный в кимберлитовой трубке «Мир» в 1970 году. Алмаз получил название по созвездию, наблюдаемому в Северном полушарии Земли — Большая Медведица. Хранится в Алмазном фонде Московского Кремля.

## Описание
Алмаз добыт 10 ноября 1970 г. на обогатительной фабрике № 2 из кимберлитов трубки «Мир».
Размеры кристалла 24,5×21,5×20,0 мм. Алмаз представляет собой изометричный гладкогранный октаэдр с притупленными вершинами и линиями скольжения на гранях. Кристалл имеет трещины, уходящие в глубь и вскрывающие включения чёрного цвета.
Алмаз прозрачный, имеет лёгкий коричневый оттенок.